# István Janovitz
István Janovitz (Szepsi, 21 februari 1907 – Montréal, 30 december 1955) was een Hongaars voetballer en voetbaltrainer. Van 1949 tot 1953 was hij in Nederland de hoofdtrainer bij Juliana, Hermes DVS en Blauw-Wit.
Als speler kwam hij uit voor Attila FC uit Miskolc waarmee hij in 1928 de finale om de Hongaarse voetbalbeker verloor van Ferencvaros. Hij studeerde vervolgens rechten waarin hij in 1932 promoveerde. Janovitz huwde in 1936 met Magdolna (Magda) Feldman (1910-1977) met wie hij in 1946 een zoon kreeg. 
In 1948 kwam Janovitz als politiek vluchteling naar Nederland waar hij in 1949 na een examen zijn licentie als oefenmeester bij de KNVB verkreeg. Zijn eerste club werd VV Juliana waarmee hij laatste werd in de poule in de Eerste klasse. In het seizoen 1950/51 trainde hij Hermes DVS in de Eerste klasse. Janovitz trainde vervolgens twee seizoenen het Amsterdamse Blauw-Wit waarmee hij respectievelijk elfde en negende werd in de Eerste klasse.
Medio 1953 vertrok Janovitz naar Canada waar hij oefenmeester werd bij de Ford-fabrieken. Janovitz overleed eind 1955 plotseling in Montreal waar hij begraven werd op de Joodse begraafplaats Baron de Hirsch. Zijn vrouw en zoon keerden in 1956 terug naar Amsterdam en verkregen de Nederlandse nationaliteit.